# Malcoci (Tulcea)
Malcoci [malˈcotʃi] (deutsch Malkotsch) ist ein Dorf in der Region Dobrudscha, im Kreis Tulcea, in Rumänien. Es ist Teil der Gemeinde Nufăru.

## Geographische Lage
Das Dorf Malcoci liegt westlich des Sfântu-Gheorghe-Arms der Donau. An der Kreisstraße (Drum județean) DJ 222C etwa sieben Kilometer südöstlich von der Kreishauptstadt Tulcea (Tultscha) und vier Kilometer westlich vom Gemeindezentrum entfernt.

## Nachbarorte
| Tulcea  | Sfântu-Gheorghe-Arm                         | Nufăru   |
| Telița  | Kompassrose, die auf Nachbargemeinden zeigt | Victoria |
| Cataloi | Aghighiol                                   | Beștepe  |

## Geschichte
Das Dorf wurde im Jahre 1842 von deutschen Siedlern aus Schwaben, Elsass-Lothringen, der Pfalz und anderen südwestdeutschen Gebieten gegründet, die aus wirtschaftlichen Gründen im frühen 19. Jahrhundert ihre Heimat verließen. Etwa dreißig Jahre lang waren sie in Bessarabien in der Nähe von Odessa ansässig, ehe sie unter Führung von Ignatz Hoffart von dort weiterzogen. Der Überlieferung nach waren dort die gesetzlichen Vorteile für die deutschen Siedler abgeschafft worden, wie zum Beispiel die Befreiung vom Militärpflicht, so dass man in Richtung Süden – kurz hinter das Donaudelta – weiterzog.

## Auflösung der deutschen Gemeinde in Malcoci
Malcoci war knapp hundert Jahre lang von den Dobrudschadeutschen bestimmt. Im November 1940 blieben nach der Umsiedlung der deutschstämmigen Bevölkerung nach Deutschland nur wenige Einwohner zurück. Die im Zuge der Aktion Heim ins Reich Umgesiedelten wurden in unterfränkische Lager (viele in Aschaffenburg) untergebracht und 1942 in die kriegerisch eroberten polnischen Gebiete verbracht, wo man ihnen die Güter der enteigneten polnischen Bevölkerung zuwies. Nach der Vertreibung am Kriegsende kehrten viele Malkotscher nach Unterfranken zurück. In der Gemeinde Mainaschaff (Landkreis Aschaffenburg) entstand der „Heimatverein der Malkotscher e.V.“, der heute nicht mehr existiert. In der Zeit von 1965 bis 1980 fanden im Fünf-Jahres-Abstand „Malkotschertreffen“ in der dortigen Maintalhalle statt, zu denen sich die ehemaligen Bewohner von Malcoci, aber auch all ihre Nachkommen, zusammenfanden. Viele von ihnen reisten zu diesem Zweck von weither an – auch aus den USA, wohin einige von ihnen in den 50er Jahren ausgewandert waren.
In Mainaschaff wurde anlässlich des Malkotschertreffens im Jahre 1970, zu dem der einstige Malkotscher Bürgermeister Mathias Ehret (1892–1977) aus der DDR anreiste, eine Malkotscher Straße eingeweiht.
In Malkotsch wurde bis 1940 zumeist deutsch gesprochen – offiziell war dies allerdings unerwünscht und beispielsweise den Kindern in der Schule untersagt. Die Malkotscher waren fast ausnahmslos Bauern und Weinbauern – wie schon in ihren ursprünglichen südwestdeutschen Gebieten.

## Archäologische Funde
Im Jahr 2007 erstand das Museum für Geschichte und Archäologie Tulcea eine Axt, die bei Malcoci gefunden wurde. Die Axt gehört zum Typ Patulele, im südlichen Teil von Siebenbürgen, Walachei, Moldau, Walachei, Banat und Dobrudscha verbreitet, wird an den Anfang des Bronzezeit (2400–2200 v. Chr.) datiert.
Zum Ort Malcoci gehören noch zwei weitere archäologische Fundstätten:
- eine Festung und dakisch-thrakische Besiedlung der Latènezeit (5.–1. Jahrhundert v. Chr.) 800 Meter östlich des Ortskerns[4]
- Funde der Hallstattzeit (etwa 800 bis 475 v. Chr.) 500 Meter nordwestlich des Ortskerns.[5]

Die archäologischen Funde verdeutlichen den thrakischen Ursprung des Ortsnamens. „Mal“ gehört zu den wichtigen thrakischen Wurzelnomina (racines determinantes) und findet sich auch in der Bezeichnung der römischen Provinz Dacia Malvensis wieder, sowie der Ort Malcoci in der Aufzählung thrakischer Ortsnamen.

## Bevölkerung
1896 lebten in Malcoci 652 Menschen, die Mehrheit davon waren Deutsche. 1930 wurden 934 und 2002 1014 Menschen registriert. 2011 wurden im Dorf Malcoci noch 953 Einwohner gezählt.

## Sehenswürdigkeiten

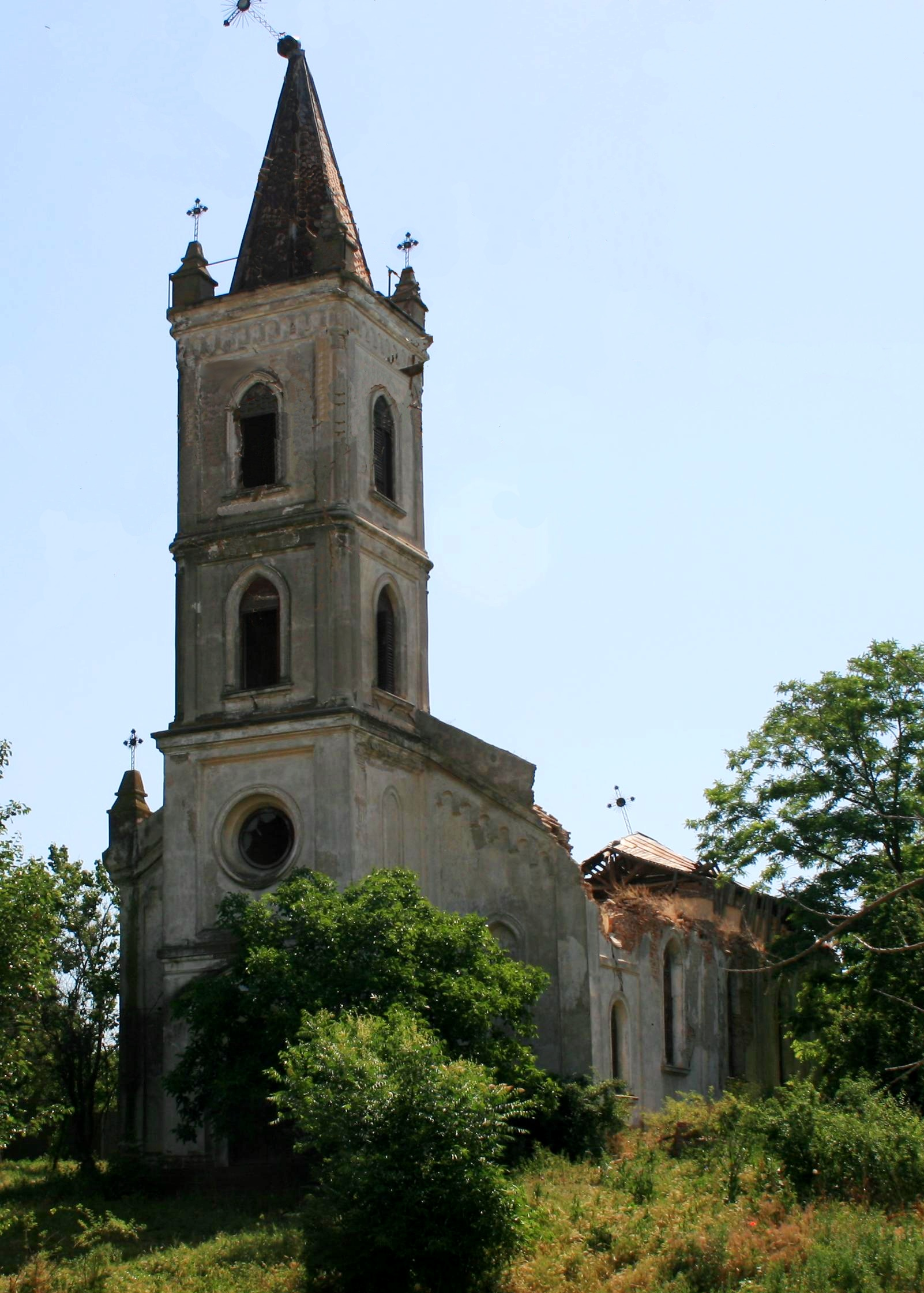
Kirche St. Georg

- Die ehemalige Kirche St. Georg ist seit 2007 dem Verfall preisgegeben.[10] 2020 ist es gelungen die Kirche auf die nationale Denkmalliste zu setzen.[11]